# Ischaemum byrone
Ischaemum byrone är en gräsart som först beskrevs av Carl Bernhard von Trinius, och fick sitt nu gällande namn av Albert Spear Hitchcock. Ischaemum byrone ingår i släktet Ischaemum och familjen gräs. Inga underarter finns listade i Catalogue of Life.

## Bildgalleri

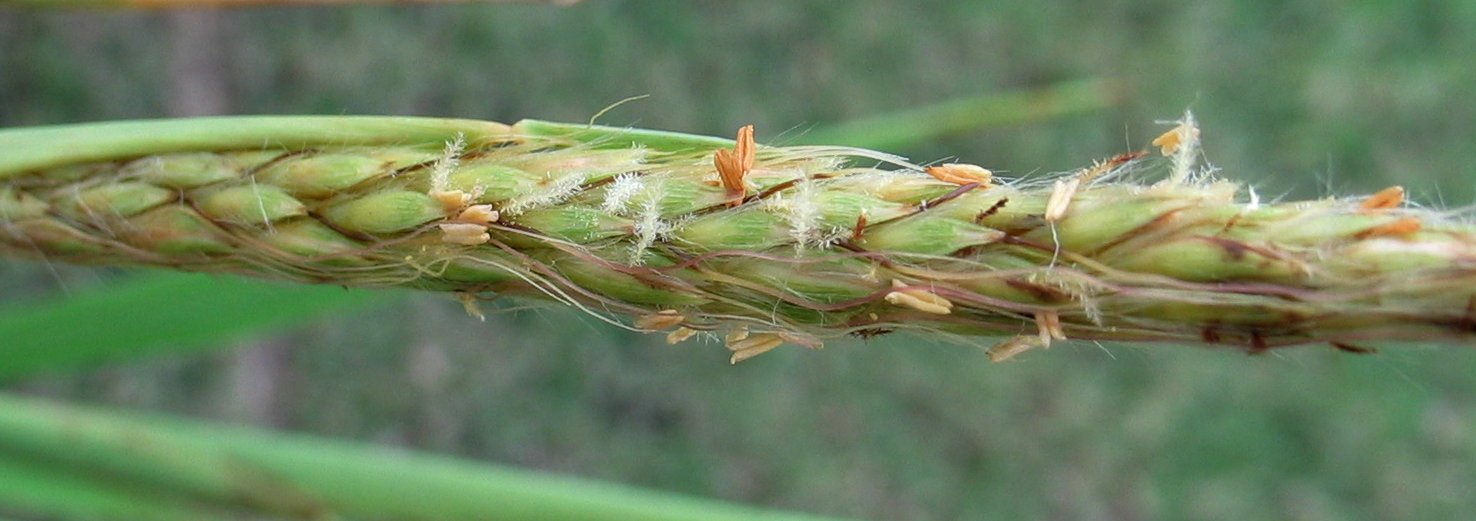
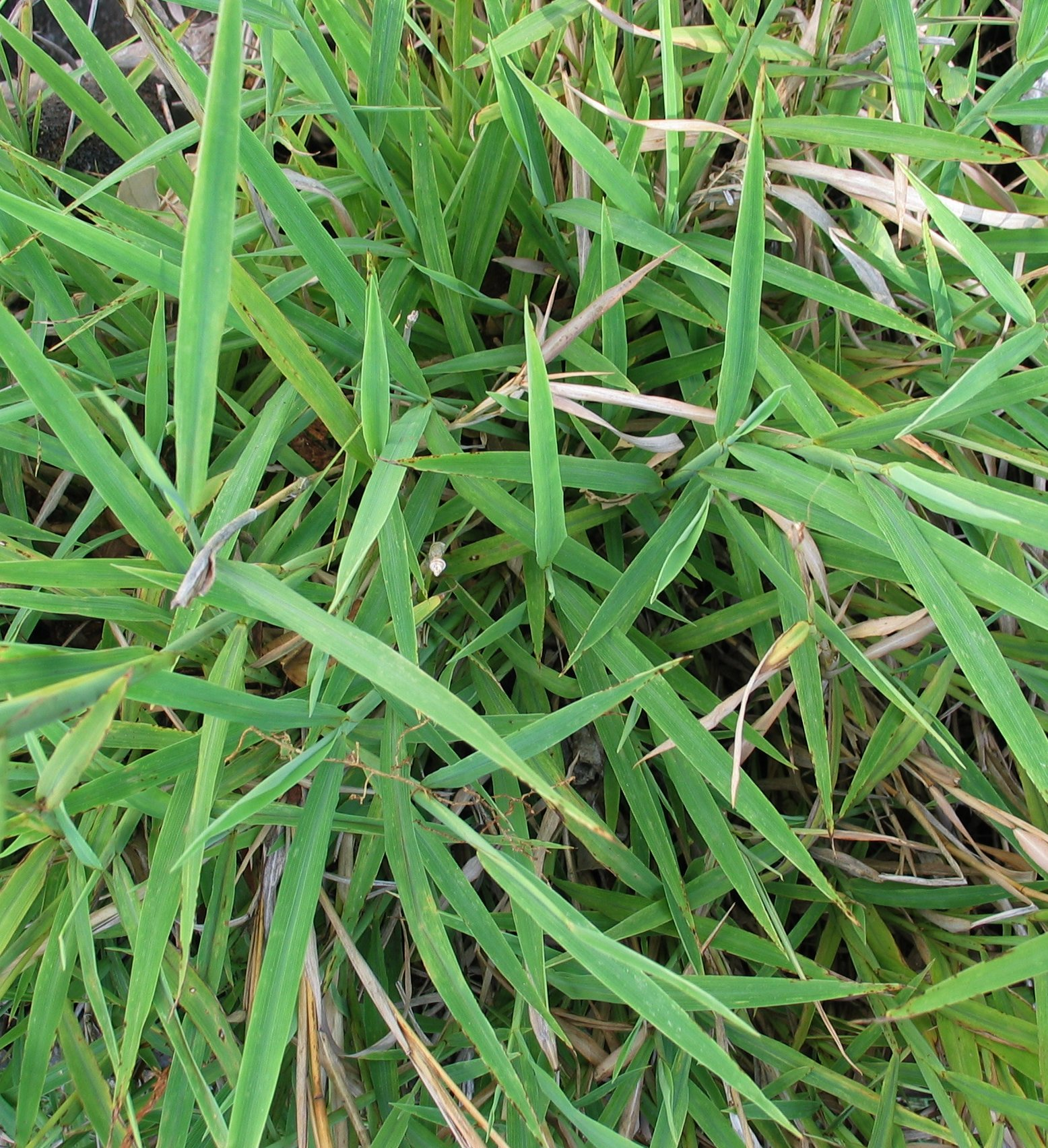
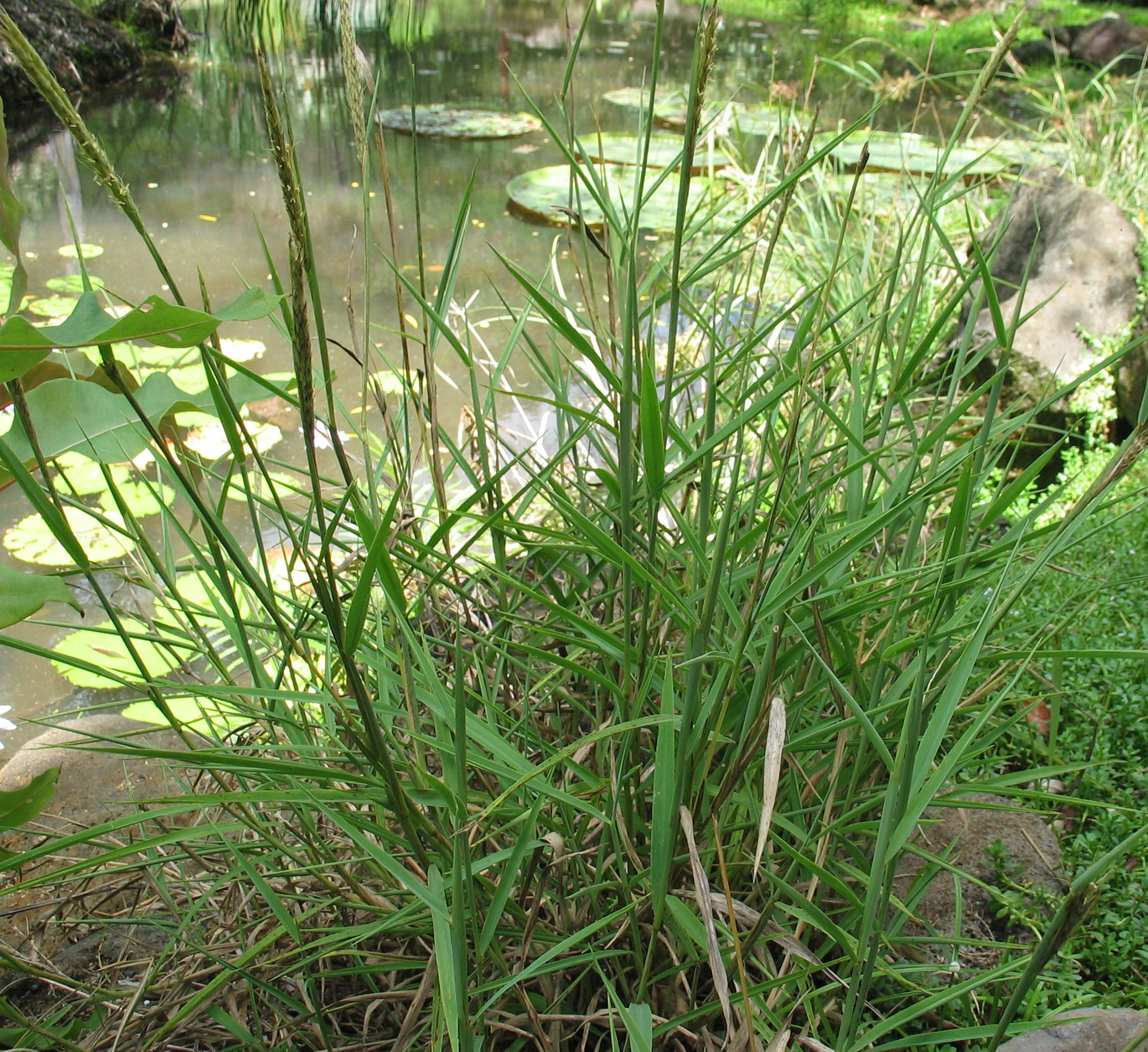
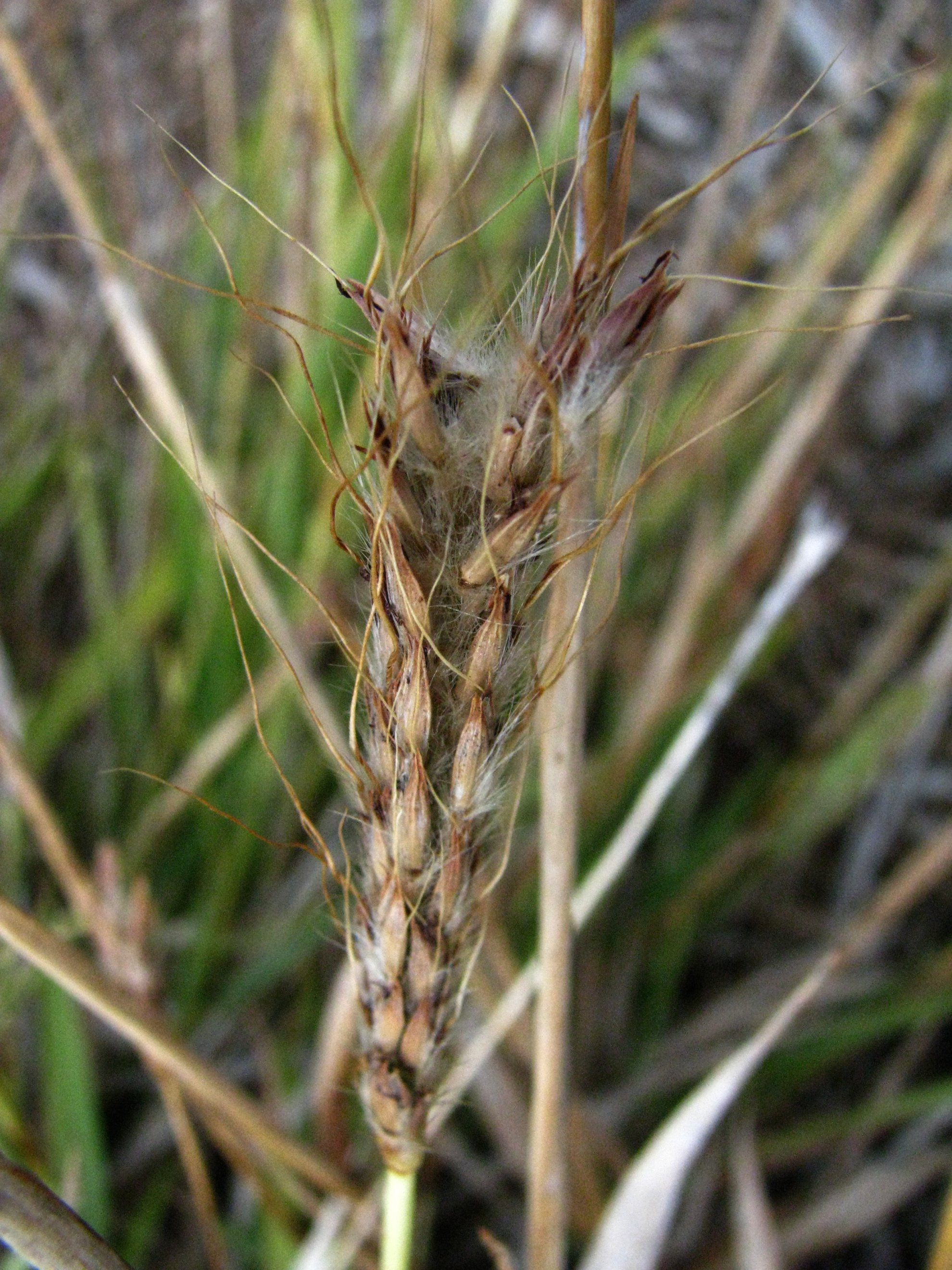